# Trachymyrmex primaevus
Trachymyrmex primaevus är en myrart som beskrevs av Baroni Urbani 1980. Trachymyrmex primaevus ingår i släktet Trachymyrmex och familjen myror. Inga underarter finns listade i Catalogue of Life.